# Financiamento coletivo para música
Crowdfunding para música é um tipo de crowdfunding mas com foco em música. A ideia é que os fãs dos artistas ou bandas e aqueles que gostarem da proposta possam doar e arrecadar dinheiro para ajuda-los a iniciar a carreira ou realizar alguma ação relacionada a mesma. O financiamento coletivo na música (do inglês crowdfunding) traz aos pequenos músicos e bandas independentes a chance de ser financiada caso apresente um público suficiente para tal, diminuindo as dificuldades para seu surgimento no mercado. Além do financiamento de novos álbuns, também surgem os financiamentos de clipes, shows, concertos, turnês e até festivais.
Este processo de financiamento ocorre normalmente por meio de plataformas que proveem este serviço de arrecadamento.

## Como Funciona
A ideia é que o artista coloque na plataforma o valor que ele precisa para realizar seu projeto e cada pessoa que goste da ideia colabore com um valor. Essas plataformas geralmente funcionam com um sistema de recompensa para os colaboradores(ou doadores) onde quanto maior a contribuição maior a recompensa, caso o artista (ou banda) atinja a quantia desejada. Estas recompensas podem ser ingressos para um show, camisetas da banda, discos ou até shows particulares.

## Tipos de Campanha
Os modelos mais comuns de campanha são o modelo Flexível e o modelo Tudo ou Nada.

### Campanha Tudo ou Nada
No modelo Tudo ou Nada o criador da mesma recebe o valor arrecadado se a meta for atingida ou ultrapassada, caso a meta não seja atingida cada colaborador recebe de volta o valor doado e a campanha encerra sem sucesso, mas sem custos para ambas as partes. É uma boa campanha para artistas ou bandas que necessitam de um valor mínimo para custear o lançamento de um album ou videoclipe.

### Campanha Flexível
No modelo Flexível o criador da campanha leva o dinheiro arrecadado independente de alcançar sua meta. Este tipo de campanha é interessante para projetos que possam ser beneficiados independente da quantia arrecadada.

## Plataformas de Sucesso

### Lista de Plataformas
| Website     | Tipos de Campanha                | Ano de Lançamento | Notas Importantes |
| ----------- | -------------------------------- | ----------------- | --- |
| Catarse     | Campanha Flexível e Tudo ou Nada | 2011              | Plataforma com maior número de apoiadores e volume de dinheiro arrecadado no Brasil. Para ambos os tipos de campanha a taxa é de 13% em cima do valor total arrecadado, porém no caso da campanha Tudo ou Nada esta taxa so será cobrada caso a meta seja atingida ou superada. Mais de 50.000 CDs já foram vendidos na plataforma, com mais de R$10 milhões apoiados por mais de 79.000 pessoas. |
| Kickante    | Campanha Flexível e Tudo ou Nada | 2013              | Possui uma equipe dedicada a oferecer dicas de marketing para sua campanha. A plataforma cobra uma taxa administrativa de 12% para todos os tipos de campanhas (Tudo ou Nada ou Flexível). Porém, no caso da campanha Tudo ou Nada, esta taxa só será cobrada caso a meta seja atingida ou superada Em 2016, a Kickante apoiou um volume de projetos maior do que os líderes dos mercados de música! |
| Kickstarter | Campanha Tudo ou Nada            | 2009              | Não aceita campanhas criadas por usuários que residem no Brasil, somente alguns paises específicos. Caso o projeto tenha sucesso e atinja(ou supere) sua meta o Kickstarter cobra uma taxa administrativa de 8% a 10% do valor arrecadado. Caso o projeto não atinja sua meta nenhuma taxa será cobrada. |
| Indiegogo   | Campanha Flexível e Tudo ou Nada | 2008              | Caso a campanha seja Fléxivel cobra uma taxa administrativa de 5% em cima do valor arrecadado em caso de falha ou sucesso na meta. Caso a campanha seja Tudo ou Nada cobra uma taxa de 5% no valor total arrecadado apenas se a campanha obtiver sucesso, caso contrário nenhuma taxa será cobrada. Além destas taxas é cobrada outra de 3 a 5% dependendo do modo como as transações foram efetuadas. As campanhas feitas no Brasil precisam pagar um valor de $25 para cobrir os impostos, além de estar sujeito a taxas adicionais de câmbio. |
| Vakinha     | Campanha Tudo ou Nada            | 2009              | Primeira plataforma de arrecadação de fundos do Brasil, cobra uma taxa de 6,4% em cima do valor total arrecadado em caso de atingir ou superar a meta mais R$0,50 sobre cada contribuição feita com cartão de crédito, boleto bancário ou transferência entre saldo Vakinha. |
| Benfeitoria | Campanha Tudo ou Nada            | 2011              | Seu projeto será analisado pela Benfeitoria e será aceito ou rejeitado em até 2 dias. Para projetos bem sucedidos, cobra uma taxa de 4,5% para transação financeira. A plataforma oferece consultoria para todos os projetos e não cobra comissão, mas aceita contribuições voluntárias. |
| Queremos!   | Campanha Tudo ou Nada            | 2010              | Os ingressos comprados pela plataforma custam um pouco menos que os ingressos que serão vendidos após o show ser confirmado. Nenhuma taxa é cobrada para o cadastro como artista no site. |
| Embolacha   | Campanha Tudo ou Nada            | 2011              | Também funciona como uma loja virtual para os artistas. Cobra uma taxa de 15% caso a meta seja alcançada. |

### Informações Adicionais
Catarse

O site foi fundado em 2011, e coloca suas informações bem detalhadas para quem quer promover, colaborar ou apenas entender sobre os projetos que estão disponíveis. O blog do site disponibiliza um histórico das campanhas ja finalizadas. A plataforma disponibiliza conteúdos de educação na Escola de Financiamento Coletivo e, além disso, possui uma página especial focada na cena musical independente. Ele esta entre os maiores sites de crowdfunding do Brasil.
Kickante

O Kickante é um website mais focado para projetos culturais e de empreendedorismo de causas sociais. Ele é atualmente uma das principais empresas do segmento de crowdfunding no país. Nesta plataforma 38% das campanhas culturais são voltadas para musica.
Kickstarter

Maior site de crowdsourcing do mundo.
Indiegogo

Plataforma internacional e uma das primeiras a oferecer o financiamento coletivo.
Vakinha

A ideia para o Vakinha surgiu da expressão homônima, que nada mais é que um sinônimo para o financiamento coletivo, os criadores tinham em mente criar uma plataforma que pudesse facilitar este tipo de financiamento pela internet.
Benfeitoria

Primeira plataforma de mobilização de recursos para projetos de impacto cutural a não cobrar comissão. Oferece consultoria para todos os projetos.
Queremos!

Plataforma voltada diretamente a área musical que ajuda os fãs a se juntarem para financiar um show da banda ou artista desejado em sua cidade. A cada 10 participações em diferentes campanhas do Queremos! Como colaborador você pode ganhar um ingresso grátis para um show da sua escolha.
Embolacha

Site de crowdfunding focado exclusivamente em projetos de caráter artistico e cultural.

## Casos de Sucesso

### Lucas Santtana
O cantor e compositor Lucas Santtana teve sucesso em sua campanha para o album “Sobre Noites e Dias”, que ultrapassou os R$30 mil pedidos.

### Dead Fish
A banda Dead Fish conseguiu arrecadar mais de R$215 mil em 1 mês e meio, na época foi a maior arrecadação em financiamento coletivo no país.

### Teatro Mágico
A banda Teatro Mágico detém o atual recorde de financiamento coletivo do Brasil, arrecadando mais de R$390 mil.

### Lobão
Após longo hiato, o cantor e compositor Lobão conseguiu arrecadar R$97.693,00 para gravação de novo CD.

### Eddie
A banda Eddie utilizou uma proposta diferente, a plataforma de crowdsourcing serviu como forma de pre-venda para seu disco em produção.

### Esteban Tavares
O músico Esteban Tavares conseguiu arrecadar R$81.250,00 para a gravação do seu primeiro disco solo.

### Nasi
O cantor Nasi da banda Ira!, que possui mais de 30 anos de carreira, decidiu lançar um novo album solo e optando por uma campanha fléxivel conseguiu arrecadar R$27.730,00 com a ajuda dos seus fãs.

### Leila Pinheiro
A ja consagrada cantora e compositora Leila Pinheiro, decidiu lançar um projeto que tivesse a contribuição de seus fãs e conseguiu arrecadar R$98.950,00 para gravar seu EP.

### Audiovoxrock
A banda independente Audiovoxrock arrecadou R$20.420,00 para lançar seu primeiro CD.